# 금강여객
금강여객(金剛旅客)은 차고지를 확보를 하지 않고 운행을 해 온 버스 운송 업체였다. 1998년에 폐업하였다 그리고 차량들은 삼신교통, 화신여객, 세진여객으로 넘어갔다.

## 과거 운행 노선
- (구)80번 (남산동-부산진시장) 세진여객에서 운행을 했었음. 2007년 5월15일 폐지
- 51번 (금정공영차고지-감만2동) 화신여객에서 운행
- (구)51번 (구서동-전포동) 화신여객에서 운행을 했었음. 2007년 5월15일 폐지